# Cryptocanthon brevisetosus
Cryptocanthon brevisetosus là một loài bọ cánh cứng trong họ Bọ hung (Scarabaeidae).